# Baggesvogn
Baggesvogn er en herregård mellem Astrup og Bindslev, beliggende i Sindal Sogn, Vennebjerg Herred, Hjørring Amt,Sindal Kommune. Baggesvogn nævnes i historien i år 1454, da den ejedes af Hatis Gjødesøn og i 1458, da Jes Ulfsøn nævnes til "Worn" hvilket betyder skov.. Gården har formentlig hurtigt skiftet ejer, thi allerede i 1462 nævnes til rigsråd Anders Banner til Asdal hovedgård som ejer. Han overdrog Baggesvogn i forlening til Hans Bagge, efter hvem gården fik sit nuværende navn.
Hovedhuset på Baggesvogn er trefløjet og i ét plan og er opført i 1744, omgivet af avlsbygninger. Omkring gården ligger Baggesvogn skov, der er Danmarks nordligste bøgeskov.
I 1669 oprettedes hospital på Baggesvogn med tilhørende Velgørenhedsstiftelse, der er nedlagt i dag.
Baggesvogn ejes i dag af finansmanden Ole T. Krogsgaard. Baggesvogn Gods er på 581 hektar med Vaaen

## Ejere af Baggesvogn
- 1454-1458 Hatis Gjødesøn
- 1458-1462 Jes Ulfsøn
- 1462-1470 Anders Nielsen Banner
- 1470-1480 Erik Nielsen Banner
- 1480-1500 Niels Eriksen Banner nr 2
- 1500-1525 Erik Eriksen Banner nr 2
- 1525-1554 Magdalene Eriksdatter Banner
- 1554-1597 Iver Globsen Krabbe
- 1597-1625 Erik Kaas
- 1625-1635 Falk Falksen Gjøe
- 1635-1649 Sophie Sandberg gift Kruse
- 1649-1692 Anne Kruse / Brigitte Kruse
- 1692-1709 Frederik Vind
- 1709-1727 Wulf Abraham Unger
- 1727-1741 Frederik Kiær de Kiærskiold
- 1741-1753 Gotthard Albrecht von Braem
- 1753-1760 Christen True
- 1760 Mathias Clemmensen
- 1760-1762 Erica Cathrine Sommer gift (1) True (2) Clemmensen (3) Gleerup
- 1762-1771 Matthias Clemmensen
- 1771) Erica Cathrine Sommer gift (1) True (2) Clemmensen (3) Gleerup
- 1772-1799 Justitsråd Mourids Gleerup gift 2. gang med Marie Bolette Speitser[2]
- 1799-1803 P. Christian rigsgreve de Fædder
- 1803-1812 Georg baron Moltke-Rosenkrantz
- 1812-1821 Mikkel Aagaard
- 1821-1837 Staten
- 1837-1867 Johannes Christopher Nyholm
- 1867-1880 Hans Christian Nyholm
- 1880-1910 Johan Christian Carl Frederik Glud
- 1910-1916 Poul Axel Glud
- 1916-1917 Jesper Jørgen Jespersen
- 1917-1918 C.M. Pay
- 1918-1919 Aage Siegfried Madsen
- 1919-1927 Hakon Schmedes
- Holger Hansen[3]
- 1927-1958 Johan Goth
- 1958-1987 Jørgen B. Goth
- 1987-1993 Anne Margrethe Goth/Finn Søholm Jørgensen
- 1993-1997 Baggesvogn Gods A/S v/a Enke Fru Anne Margrethe Goth / Finn Søholm Jørgensen
- 1997- Baggesvogn Gods A/S v/a Ole Tolstrup Krogsgaard